# Салак (пальма)
Салак, са-ла (Salacca zalacca) — вид пальм родини пальмові (Arecaceae) родом з Яви та Суматри. Батьківщиною салака прийнято вважати територію Південно-Східної Азії, де його вирощують як сільськогосподарську культуру.

## Будова

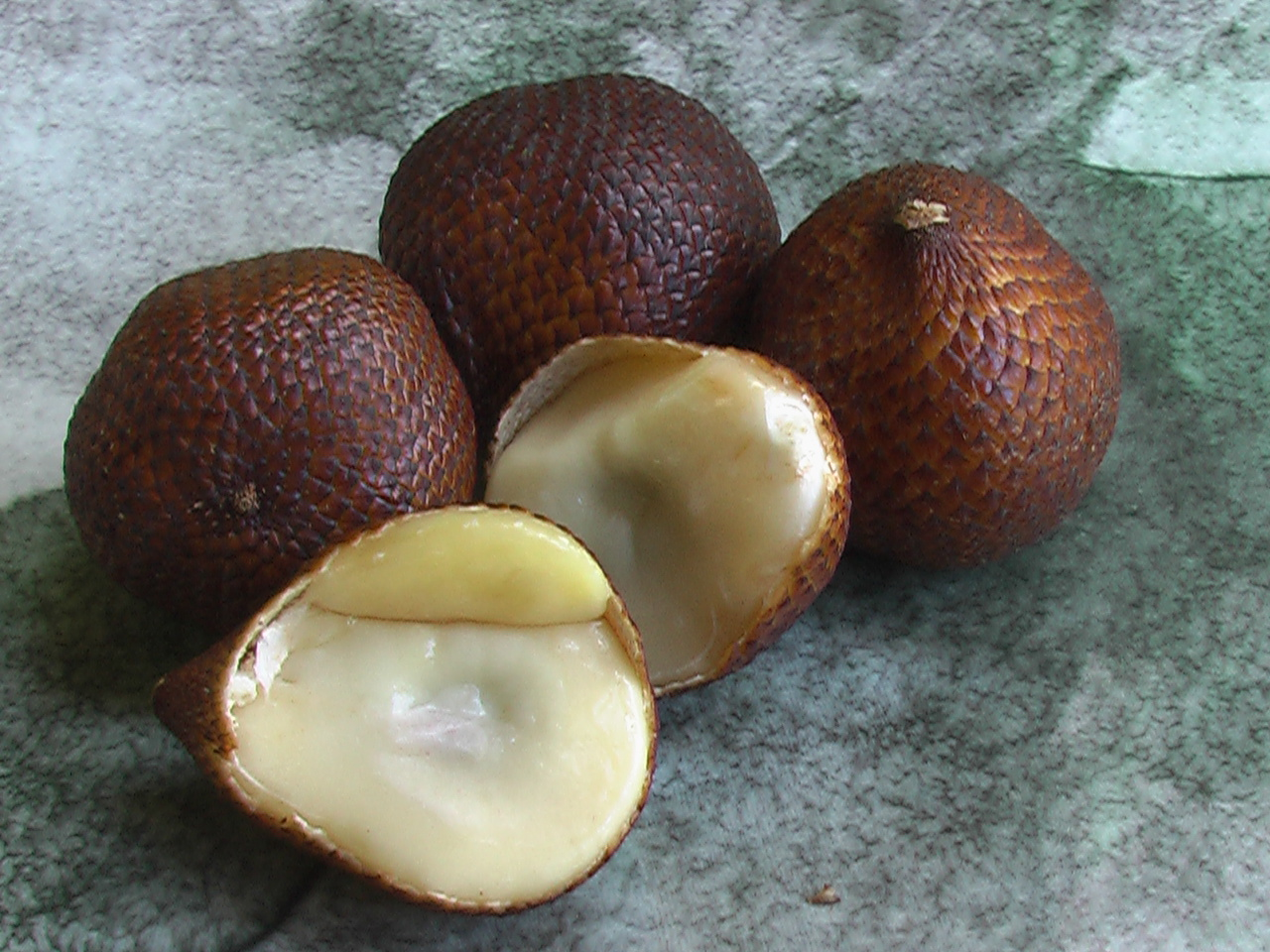
Плоди салаку

Пальма з коротким стовбуром, що разом з листям досягає 6 метрів. Листя розміром до 2 метрів густо покрите дрібними листочками. Червонясті плоди мають лускату шкірку, за що рослина отримала назву «зміїний фрукт». М'якоть плоду — їстівна.

## Використання
Вирощують близько 30 сортів Salacca zalacca.